# 塔德乌什·科莫罗夫斯基

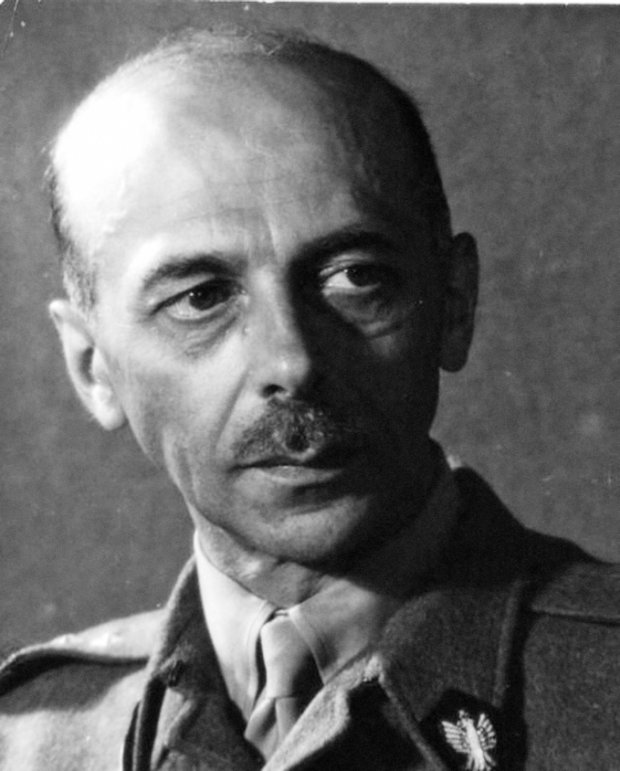
塔德乌什·科莫罗夫斯基

塔德乌什·科莫罗夫斯基（波蘭語：Tadeusz Komorowski，1895年6月1日—1966年8月24日）是一位波兰军事领袖。就在华沙起义波兰方面投降的前一天，他被任命为陆军总司令，第二次世界大战后，塔德乌什·科莫罗夫斯基移居伦敦。他又成为设在伦敦的波蘭流亡政府的第三任总理，也是波兰历史上的第32任总理。1966年8月24日，科莫罗夫斯基于伦敦逝世，享年71岁。